# Saewe (Gido)
Saewe is een bestuurslaag in het regentschap Nias van de provincie Noord-Sumatra, Indonesië. Saewe telt 1260 inwoners (volkstelling 2010).